# Estrada Parque das Nações (DF-004)
A Estrada Parque das Nações (DF-004 ou EPNA) é uma rodovia do Distrito Federal, no Brasil. É responsável por ligar os extremos do eixo rodoviário, contornando a orla do Lago Paranoá. É considerada um dos principais pontos de passam do Distrito Federal, fornecendo acesso à Universidade de Brasília (UnB), à Vila Planalto, ao Eixo Monumental, à Ponte JK, entre outros.
A EPNA passa pelos Setores de Embaixadas Sul e Norte e também é chamada de Avenida das Nações. A rodovia foi reformada nos anos de 2023 e 2024 por meio do Departamento de Estradas de Rodagem do DF.